# Tikveško jezero
Tikveško jezero je umetno jezero na Crni reki, 12 km jugozahodno od mesta Kavadarci. Jezero je nastalo leta 1968 z izgradnjo jezu, visokega 104 m in širokega 338 m.
Tikveško jezero je največje umetno jezero glede na površino, globino in dolžino v Republiki Makedoniji. Površina jezera je 14 km² in meri v 29 km v dolžino. Skupni volumen vode v jezeru je 475 milijonov m³. Voda se uporablja za namakanje poljedelskih površin, predvsem vinogradov, in pa za proizvajanje električne energije preko hidroelektrarne Tikveš. V poletnih sušnih mesecih se voda spušča iz jezera v Crno reko in kasneje v reko Vardar v večjih količinah, z namenom, da se dvigne vodostaj reke Vardar in se prepreči morebitna ekoliška katastrofa, katero bi utegnil povzročiti nizek vodostaj.
Tikveško jezero je tudi zelo ugodno za rekreacijo in šport.
Neposredno nad jezerom se nahaja Pološki manastir (Полошки манастир) in v njegovem kompleksu cerkev Sveti Gjorgji (Свети Ѓорѓи), značilen spomenik makedonske kulture iz 14. stoletja, bogato okrašena s freskami. Domneva se, da je da je bil zgrajen v začetku 9. stoletja, njegova arhitektura pa je zelo podobna ohridskim cerkvenim zgradbam.

## Slike
- Tikveško jezero ob mraku
- Tikveško jezero
- Cerkev Sveti Gjorgji (Свети Ѓорѓи)